# 1978 Патріс
1978 Патріс (1978 Patrice) — астероїд головного поясу, відкритий 13 червня 1971 року.
Тіссеранів параметр щодо Юпітера — 3,636.